# Sandinistowski Front Wyzwolenia Narodowego
Frente Sandinista de Liberación Nacional (FSLN), Sandinistowski Front Wyzwolenia Narodowego, sandiniści – współcześnie działająca nikaraguańska partia polityczna. Partia wywodzi się z utworzonego w 1961 roku ruchu partyzancko-rewolucyjnego który w 1979 roku przejął władzę w kraju po sukcesie rewolucji. Ruch ten sprawował władzę w Nikaragui do 1990 roku, kiedy to utracił władzę i przekształcił się w ruch opozycyjny. Ruch odwołuje się do postaci Augusta Sandino, lidera nikaraguańskiego ruchu oporu walczącego z okupacją Stanów Zjednoczonych w latach 20. i 30.

## Historia

### Geneza
Sandinistowski Front Wyzwolenia Narodowego przyjął nazwę od nazwiska bohatera narodowego Nikaragui Augusta Sandino (1895-1934). Sandino był przywódcą rebelii (1927-1934) skierowanej przeciwko amerykańskiej okupacji Nikaragui. Okupacja kraju funkcjonowała od 1909 roku a oficjalnym jej powodem były wewnętrzne starcia między liberałami a konserwatystami. Lider rewolty określający sam siebie jako liberała głosił dość lewicowe hasła, które po części przyjął od meksykańskich anarchosyndykalistów, a po części od Farabunda Martíego będącego liderem komunistycznym z Salwadoru. Oprócz walk z Amerykanami, partyzanci sandinistowscy stoczyli szereg walk z elitami nikaraguańskimi, które uważali za cięmiężycielskie i rasistowskie. W hasłach stworzonego przez Sandino ruchu pojawiły się hasła integracji Ameryki Latynoamerykańskiej i włączenia do antyamerykańskiej walki społeczności indiańskiej. Rebelia zakończyła się połowicznym zwycięstwem, a na jej skutek w 1933 roku Amerykanie opuścili Nikaraguę. Sandino został zabity (zabójstwo zlecił ambasador Stanów Zjednoczonych) rok później w trakcie rozmów pokojowych z rządem. Likwidacji lidera partyzanckiego dokonali członkowie zorganizowanej przez USA Gwardii Narodowej. Zabójstwo Sandino i rozbicie partyzantki doprowadziło do przejęcia pełni władzy przez proamerykańskiego Anastasia Somozę Garcíę, a następnie jego synów – Luisa Somozę Debayle i Anastasia Somozę Debayle.

### Jako ruch rewolucyjno-partyzancki
Sandinistowski Front Wyzwolenia Narodowego został utworzony w 1961 roku. Zainspirowany sukcesem rewolucji kubańskiej i postacią Augusta Sandino ruch przyjął ideologię lewicową w oparciu o chrześcijańskie idee teologii wyzwolenia i socjalizm demokratyczny. Wśród założycieli grupy znaleźli się Carlos Fonseca Amador, Tomás Borge, Silvio Mayorga i Santoz Lopez. Lopez jako jedyny z założycieli grupy posiadał już doświadczenie militarne – przed laty był pułkownikiem armii sformułowanej przez Augusta Sandino. Organizacja od chwili powstania za cel obrała sobie wzniecenie partyzanckiej wojny skierowanej przeciwko rządzącemu klanowi Somozów. Pozbawiony poparcia społecznego klan opierał swoje rządy na wsparciu Amerykanów.
Na początku lat 70. FSLN podjęło się pierwszych inicjatyw o charakterze wojskowym. Działalność Sandinistowskiego Frontu Wyzwolenia Narodowego umocniła się w drugiej połowie lat 70. Duży wpływ na to miała coraz gorsza sytuacja ekonomiczna kraju, rządowe represje wobec opozycji i powszechna korupcja. Akcje wojskowe sandinistów wzmogły się w roku 1978 (z rąk reżimu zginął wówczas lider opozycji konserwatywnej Pedro Joaquín Chamorro Cardenal), a rewolucjoniści zdobyli poparcie poza granicami państwa. Sukcesy powstańców połączone z coraz większym kryzysem rządów doprowadziły do wstrzymania pomocy dla reżimu nikaraguańskiego ze strony amerykańskiej administracji, a także politycznego i wojskowego wsparcia dla FSLN ze strony Wenezueli, Kostaryki i Panamy. Sukcesy partyzantów doprowadziły do uruchomienia na początku 1979 roku rozmów międzynarodowych dotyczących zakończenia konfliktu. Do nasilenia walk ponownie doszło w kwietniu tego samego roku. FSLN przy pomocy Kuby, Panamy, Kostaryki i Meksyku znacznie rozbudowały potencjał wojskowy. Rewolucja zakończyła się 19 lipca 1979 roku zwycięstwem wojsk sandinistów w antyrządowym powstaniu i wkroczeniu ich wojsk do stolicy kraju, Managui.

### Rządy rewolucyjne
Zwycięzcy rewolucjoniści w miejsce dotychczasowego rządu zainstalowali Rząd Odbudowy Narodowej. FSLN stworzył wokół siebie tzw. ruch sandinistowski, który stał się nieformalnym zapleczem rządu rewolucyjnego. Trzech ministrów pierwszego porewolucyjnego rządu należało do FSLN (Daniel Ortega, Moises Hassan i Sergio Ramírez), dwóch do niemilitarnej opozycji (Alfonso Robelo i Violeta Chamorro).
W chwili przejęcia władzy przez FSLN państwo pozostawało w fatalnej kondycji gospodarczej i było wysoko zadłużone. Rewolucjoniści zamierzali naprawić gospodarkę poprzez socjalistyczne reformy społeczno-gospodarcze. Celem wzmocnienia reform FSLN powołał Radę Stanu podporządkowaną rządowi. Rada Stanu pełniła funkcję organu przedstawicielskiego. Rada przyznała partiom politycznym dwanaście z czterdziestu siedmiu miejsc, reszta została oddana w ręce organizacji masowych związanych z Frontem Wyzwolenia Narodowego. Do Rady weszło kilka partii z czego trzy pozostawały w opozycji do FSLN. Przeciwko takiemu rozkładowi miejsc zaprotestowali dwaj opozycyjni przedstawiciele Rady Odbudowy Narodowej, którzy zdecydowali się w 1980 roku opuścić rząd tymczasowy. Od czasu rozpoczęcia walk wewnętrznych i ustanowienia w rezultacie stanu wyjątkowego w roku 1982 partie opozycyjne nie działały w radzie. Przewagę w tymczasowym parlamencie miały organizacje masowe, takie jak Federacja Robotników Sandinistowskich, Stowarzyszenie Kobiet Nikaragui, Krajowy Związek Rolników i Farmerów oraz Sandinistowski Komitet Obrony.
Sukces rewolucji dobrze przyjęty został przez lewicowych intelektualistów i polityków na całym świecie. Fascynacją rewolucyjnym ruchem uległ między innymi zespół The Clash, który w 1980 roku wydał płytę zatytułowaną „Sandinista!”. Z sympatią przejęcie władzy przez FSLN przyjęła część państw zachodnioeuropejskich, szczególnie tych rządzonych przez socjaldemokratów, które utrzymywały z nowym rządem przyjazne relacje (do ich grona należała Francja, Hiszpania, Grecja, Szwecja i RFN). Wsparcie wobec nowego rządu zaoferowała Kuba, która wysłała do kraju setki lekarzy i nauczycieli, a również tak odległe kraje jak na przykład Iran (w którym triumfowała rewolucja islamska). Także sami sandiniści popierali inne ruchy narodowowyzwoleńcze w Ameryce Łacińskiej, w Azji i Afryce. W okresie rządów FSLN wsparł walczący w sąsiednim Salwadorze Front Wyzwolenia Narodowego im. Farabunda Martíego oraz Jedność Narodowo-Rewolucyjną biorącą udział w konflikcie wewnętrznym w Gwatemali (a przed powstaniem tej organizacji mniejsze gwatemalskie grupy partyzanckie).

#### Program reform
FSLN zainicjował radykalne reformy obejmujące między innymi konfiskatę majątków ziemskich czy nacjonalizację przemysłu.
Najważniejszymi zasługami reform wdrażanych przez FSLN było znaczne ograniczenie wskaźnika analfabetyzmu (Nikaragua przed rewolucją była krajem ze wskaźnikiem analfabetyzmu wynoszącym 50,3% – w wyniku kampanii edukacyjnej sandinistów udało się zmniejszyć ten wskaźnik do 12,9%). Dużą rolę w sukcesie Kampanii Czytania i Pisania miała pomoc rządu kubańskiego. Rok 1980 ogłoszony został rokiem literatury. Kampania objęła nie tylko likwidację analfabetyzmu, ale również integrację klas społecznych, ras, płci i pokoleń. Kolejnym z celów kampanii było kształtowanie świadomości politycznej i gospodarczej mieszkańców kraju. W ciągu pół roku ponad pół miliona ludzi zostało nauczonych czytania i pisania. W dalszym procesie alfabetyzacji społeczeństwa brało udział blisko 100 tys. ochotników. Kolejnym obszarem, w którym poczyniono znaczący postęp, była ochrona zdrowia. Programy medyczne rządu docenione zostały m.in. przez Oxfam. Także w tej dziedzinie duży wkład wykazała Kuba. Ponad 1500 kubańskich lekarzy pracowało w Nikaragui, personel z Kuby okazał się niezbędny w eliminacji polio, różyczki, odry, krztuśca i w zmniejszeniu śmiertelności niemowląt. Z pomocą rządu kubańskiego udało się utworzyć państwowy system opieki zdrowotnej, który objął większość obywateli Nikaragui. Sandiniści odnieśli też postęp w dziedzinie polityki kulturalnej. W 1980 roku powołali Ministerstwo Kultury, na czele którego stanął katolicki duchowny i poeta Ernesto Cardenal (Ernesto nie był jedynym duchownym zasiadającym w rządzie, księdzem był również jego brat Fernando Cardenal będący ministrem oświaty). Ministerstwo w szczególności skupiało się na krzewieniu promocji kultury chłopskiej.

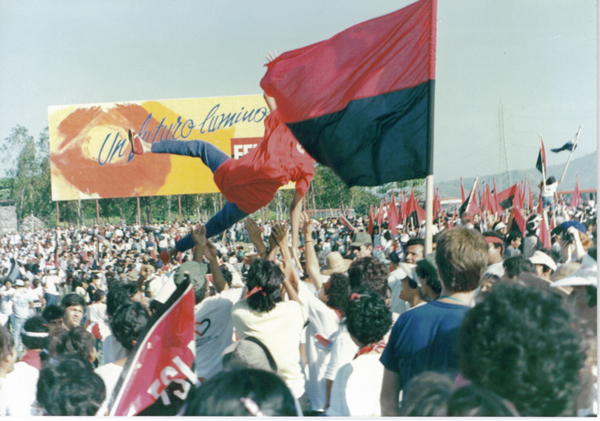
Obchody dziesięciolecia rewolucji sandinistowskiej

Z drugiej zaś strony sukces programów społecznych FSLN nie zdołał naprawić sytuacji gospodarczej. Postępujący konflikt wewnętrzny i blokada ze strony USA spowodowały załamanie finansów państwowych i wzrost inflacji. Duży wpływ na złą sytuację miało też to, że jedna czwarta budżetu była za rządów rewolucjonistów przeznaczana była na obronę. W efekcie sandiniści, chcąc poprawić sytuację gospodarczą, zmuszeni zostali do rezygnacji z programu reform, zniwelowania o 44% wydatków państwowych i drastycznego ograniczenia liczby urzędników administracji państwowej.

#### Konflikt z USA i contras
Sandiniści w okresie po rewolucji popierali oddolny pluralizm, byli jednak mniej entuzjastycznie nastawieni, jeśli chodzi o wybory ogólnokrajowe. Sandiniści uważali bowiem, że poparcie wyrażone zostało w czasie rewolucji, a wybory byłyby stratą i tak już ograniczonych zasobów. Działania te, w połączeniu z odejściem w 1980 roku z rządu tymczasowego Violety Chamorro i Alfonsa Robelo, wywołały plotki, według których zwolennicy FSLN chcieli skonsolidować władzę i utworzyć system wzorowany na kubańskim. Działania te doprowadziły do powstania w kraju zbrojnej opozycji wobec rządów FSLN. Zbrojna opozycja podzielona była na dwa odłamy: Nikaraguańskie Siły Demokratyczne (utworzone w 1981 roku przez rząd USA i byłych funkcjonariuszy Gwardii Narodowej) oraz Demokratyczny Sojusz Rewolucyjny (dowodzony przez jednego z byłych dowódców sandinistów – Edena Pastora).
Sytuację rewolucji sandinistowskiej pogorszyło to, że w 1981 prezydent USA Ronald Reagan potępił rząd Nikaragui za wspieranie marksizmu i upoważnił CIA do finansowania opozycyjnej armii contras. Militarne i finansowe wsparcie przez USA dla grup contras do walk z rządem spowodowało krwawy wewnętrzny konflikt, w którym zginęło ok. 30 tys. Nikaraguańczyków.
W 1983 będący faktycznym liderem FSLN Daniel Ortega rozpoczął rozmowy pokojowe z opozycją, zapowiedział zmniejszenie wydatków na zbrojenia i wyjazd z Nikaragui doradców wojskowych z Kuby, po czym w lutym 1984 ogłosił przeprowadzenie w listopadzie tego roku wolnych wyborów. Uzyskał w nich 63% głosów, dzięki czemu objął urząd prezydenta Nikaragui. Do wyborów z 1984 przystąpił szereg partii politycznych a według ustaleń międzynarodowych obserwatorów wybory były uczciwe.
Wydalenie doradców wojskowych z Kuby i zapowiedź wolnych wyborów spowodowały, że w 1983 roku Kongres Stanów Zjednoczonych zabronił rządowi finansowania oddziałów contras. Administracja Reagana kontynuowała wsparcie contras potajemnie i finansowała zbrojną opozycję przez sprzedaż broni poprzez Izrael do Iranu (wtedy zaangażowanego w wojnę z Irakiem), a wpływy z zarobionych pieniędzy kierowane były na zbrojenie contras (afera Iran-Contras). W 1984 roku Stany Zjednoczone przeprowadziły natomiast akcje zaminowania portów nikaraguańskich. Nikaragua oddała sprawę zaminowania portów do Międzynarodowego Trybunału w Hadze, który uznał w 1986 roku Stany Zjednoczone winnymi pogwałcenia zasad prawa międzynarodowego i wezwał do zaprzestania stosowania tego typu praktyk.
W 1988 roku po kilku latach rozmów pokojowych rząd zawarł z contras tymczasowy rozejm. W 1989 roku FSLN zawarł porozumienie z nowo powstałą Narodową Unią Opozycyjną. Porozumienie przewidywało dalszą demokratyzację, wolne wybory, zakończenie walk i rozwiązanie contras.

### Przejście do opozycji
25 lutego 1990 roku na mocy porozumienia z 1989 roku odbyły się wybory których zwycięstwo należało do opozycji. Nowym prezydentem wybrana została Violeta Chamorro. O ile sandiniści prowadzili w przedwyborczych sondażach to na spadku poparcia dla nich zaważyła inwazja Stanów Zjednoczonych na Panamę. Akcja otoczenia ambasady amerykańskiej w Managui przez uzbrojonych sandinistów ożywiła w społeczeństwie obawy przed wybuchem kolejnej wojny (75,6% respondentów, w tym 91,8% wyborców opozycji uważało, że dalsze rządy FSLN doprowadzą do pogłębienia konfliktu). Po przegranych wyborach prezydenckich, sandiniści po kilku tygodniach podpisali z Chamorro protokół przekazania władzy. Nowy rząd zgodził się aby dotychczasowi sandiniści zachowali dowodzenie nad policją, wojskiem i służbami specjalnymi (te ostatnie stopniowo zlikwidowano).
Wraz z przekazaniem władzy opozycji, Front przekształcił się w legalnie działającą partię opozycyjną. Nowe rządy cofnęły niemalże wszystkie reformy sandinistów i przyjęły politykę gospodarczą opartą na neoliberalizmie.
W 1994 roku odbył się kongres FSLN. W trakcie trwania kongresu starły się dwie tendencje – tzw. Lewica Demokratyczna oraz Sandinistowski Ruch Odnowy. Skupiona wokół Daniela Ortegi i Tomása Borge Lewica Demokratyczna uważała, że program partii trzeba przystosować do nowej sytuacji, lecz nie dopuszczała większego odejścia od dotychczasowych zasad ideologicznych. Sandinistowski Ruch Odnowy skupiony wokół Sergia Ramíreza uważał natomiast że partia jest zmuszona do rezygnacji z dotychczasowego antyimperializmu i awangardowego charakteru. Konflikt frakcyjny zakończył się w 1995 roku utworzeniem odrębnej partii przez Sandinistowski Ruch Odnowy (pod tą nazwą). Do rozłamowej formacji przystąpiła większość byłych przywódców FSLN, ministrów rządów rewolucyjnych i duża część parlamentarzystów ruchu. Rozłam umocnił jedynie socjalistyczny charakter FSLN.

### Ponowne objęcie rządów

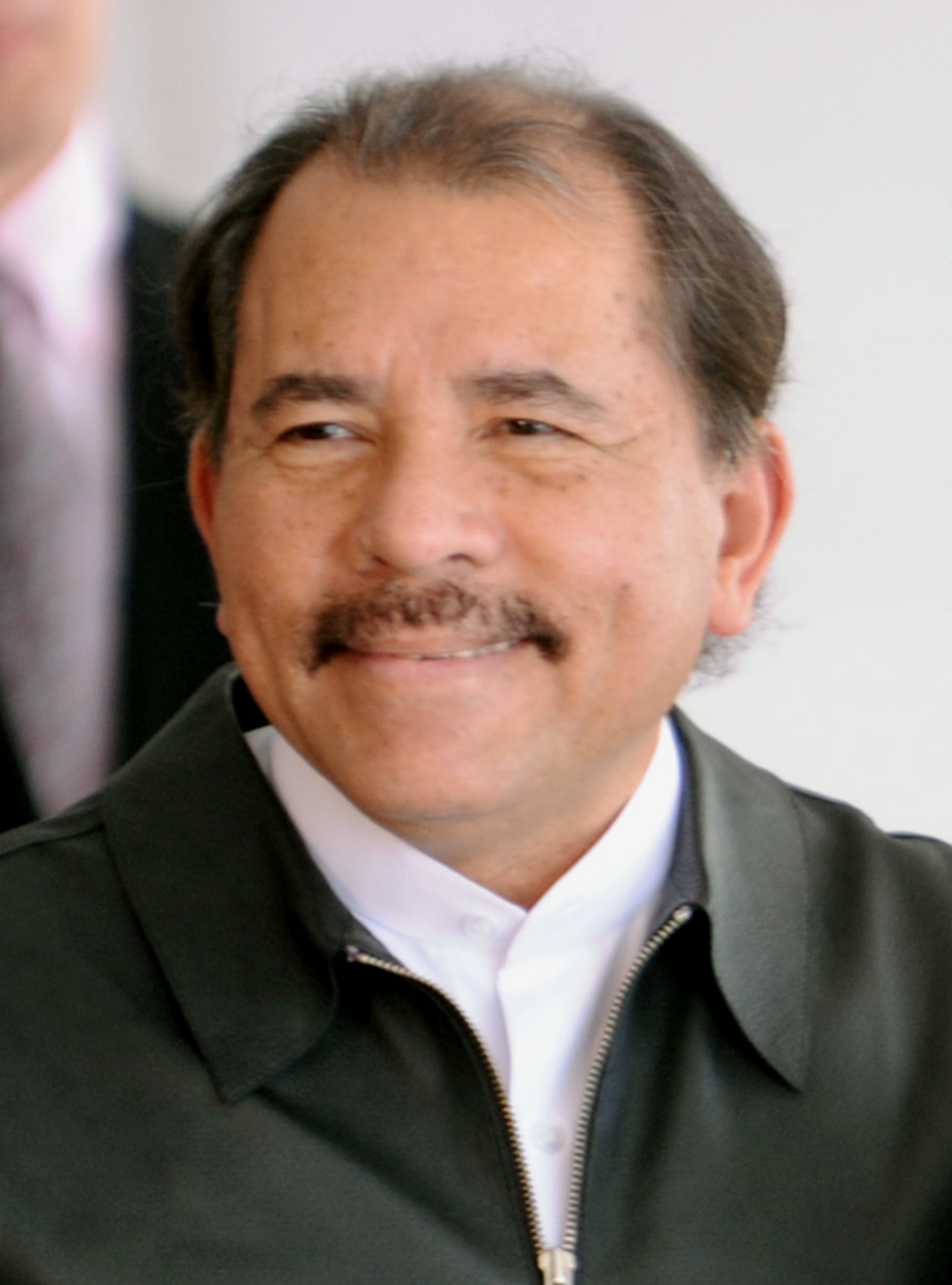
Daniel Ortega

Sandiniści powrócili do władzy po zwycięstwie Daniela Ortegi (z poparciem 38% głosujących) w wyborach z 5 listopada 2006 roku. Sandiniści nawiązali w trakcie wyborów współpracę z konserwatystami i podpisali porozumienie o nieagresji z duchownym Miguelem Obando Bravo – jednym z najbardziej zaciekłych krytyków rządów FSLN w latach 80. Zbliżenie FSLN do partii konserwatywnych wzbudziło burzę wśród zwolenników sandinistów poza Nikaraguą.
Ortega objął urząd 10 stycznia 2007 roku. W styczniu Nikaragua dołączyła do utworzonej w 2004 roku wspólnoty Alianza Bolivariana para los Pueblos de Nuestra América. FSLN pogłębiła swoje rządy po zwycięstwie w wyborach samorządowych z 9 listopada 2008 roku w 105 (spośród 146) gmin. W trakcie swojej kadencji Ortega wprowadził bezpłatną ochronę zdrowia i edukację. W czasie swojej prezydentury Ortega, dzięki pomocy innych państw Ameryki Łacińskiej, a w szczególności rządzonej przez Hugo Cháveza Wenezueli, rząd zaczął realizować liczne programy socjalne. Rząd prowadził politykę przydziału ziemi i udzielania bardzo nisko oprocentowanych pożyczek drobnym i średnim przedsiębiorcom. W ramach działalności w Alianza Bolivariana para los Pueblos de Nuestra América Nikaragua w zamian za produkty, takie jak fasola, jałówki, czy mięso otrzymuje wenezuelską ropę naftową, a ALBA finansuje programy socjalne Nikaragui. W ramach współpracy Wenezuela dostarczyła nowoczesny sprzęt medyczny, a do kraju przyjechali lekarze z Kuby. Kontynuowany jest program walki z analfabetyzmem.
W trakcie drugiego okresu rządów FSLN zrezygnował z antyamerykańskiej postawy. Mimo to duże kontrowersje i sprzeciw ruchu wywołało ustanowienie w Managui nowego ambasadora USA, Roberta Callahana. Polityk ten był w latach 80. attaché prasowym ambasady USA w Hondurasie. W okresie honduraskiej kariery Callahana jego przełożonym był John Dimitri Negroponte a CIA za jego kadencji kierowało z Hondurasu jedną z frakcji contras. Mianowanie na to stanowisko Callahana doprowadziło do wznowienia animozji nikaraguańsko-amerykańskich. Callahan otwarcie poparł opozycję, a w lutym 2009 roku prezydent Ortega zagroził mu wydalaniem z terenu Nikaragui. 17 kwietnia 2009 roku bank ALBA przyznał Nikaragui 50 milionów dolarów, które mają sfinansować projekty rozwoju rolnictwa, zwalczania analfabetyzmu i mają pomóc Nikaragui sprostać niechęci ze strony rządu USA.

## Symbole
Flaga FSLN składa się z dwóch kolorów. Na górze znajduje się kolor czerwony, a na dole kolor czarny. W centrum flagi znajduje się biały napis FSLN. Jest to zmodyfikowana wersja bandery używanej przez sandinistów w latach 30., w okresie okupacji amerykańskiej. Wówczas wojska Sandino używały flagi czerwono-czarnej, w centrum której znajdowała się czaszka. Kolory te zapożyczone zostały od meksykańskiego ruchu anarchistycznego, w którego działalność Sandino zaangażował się na początku lat 20.